# 港区立伝統文化交流館
港区立伝統文化交流館（みなとくりつでんとうぶんかこうりゅうかん）は、東京都港区芝浦にある公共施設。伝統文化の継承と地域の交流の促進を目的とする。昭和時代初期の和風木造建築を修改築（リファイン）して2020年に開館した。

## 概要
1936年（昭和11年）に芝浦花柳界の見番として建てられた。その後1944年（昭和19年）に港湾労働者の宿泊施設「協働会館」となった。
老朽化により2000年（平成12年）に閉鎖され一時は解体が検討されていたが、都内唯一の木造見番が現存していることに価値があるとして2009年（平成21年）に旧協働会館の名称で港区指定有形文化財となった。
港区立伝統文化交流館へのリファインを青木茂が設計して2018年から2年におよんで改修工事が行われ、2020年（令和2年）4月に開館した。同年度グッドデザイン賞。

## 建築の経緯
1920年（大正9年）に南浜町（現・芝浦一丁目）が三業の許可地に指定され、三業地としての発展が始まった。
この見番の建設の中心になった人物は、当地で料亭「芝浦雅叙園」を経営し、芝浦三業組合長および南浜町会長であった細川力蔵である。細川は建築資金の大半を出資し、芝浦三業組合に寄付した。
細川の目黒雅叙園も手掛けた酒井久五郎（1899～1994）が棟梁となり、1935年（昭和10年）9月に着工。翌年6月に完成した。

## 設備
1階は当初は見番の事務所として、協働会館への改装後は宿泊室および管理人の居室として使用されていた。「百畳敷」と呼ばれた2階の大広間は、協働会館の時代も日本舞踊などの稽古場として使用されていた。
現在の設備は次のとおりである。
- 1階
  - 受付
  - 展示室
  - 情報コーナー
  - 憩いの間（福祉喫茶）
- 2階
  - 舞台および交流の間

## アクセス
- 東日本旅客鉄道田町駅東口より徒歩8分
- 都営地下鉄三田駅より徒歩9分